# Iasnogorsk
Iasnogorsk (en russe : Ясного́рск) est une ville de l'oblast de Toula, en Russie, et le centre administratif du raïon Iasnogorski. Sa population s'élevait à 14 984 habitants en 2021.

## Géographie
Iasnogorsk est située sur la rivière Vachana, un affluent de l'Oka, à 31 km — 49 km par la route — au nord de Toula et à 141 km au sud de Moscou.

## Histoire
Le village de Laptevo (en russe : Ла́птево) est connu depuis les XVe – XVIe siècles. Il prend de l'importance après la construction de la ligne de chemin de fer entre Moscou, Toula et Koursk en 1867. Laptevo reçut le statut de ville en 1958 et le nom de Iasnogorsk en 1965.

## Population
Recensements ou estimation de la population :
| 1939  | 1959   | 1970   | 1979   | 1989   |
| ----- | ------ | ------ | ------ | ------ |
| 4 700 | 12 520 | 18 482 | 20 900 | 21 292 |

| 2002   | 2010   | 2014   | 2015   | 2016   |
| ------ | ------ | ------ | ------ | ------ |
| 18 588 | 17 151 | 16 120 | 15 872 | 15 687 |

| 2017   | 2018   | 2019   | 2020   | 2021   |
| ------ | ------ | ------ | ------ | ------ |
| 15 741 | 15 706 | 15 592 | 15 410 | 14 984 |

## Économie
Les principales entreprises de Iasnogorsk sont :
- OAO Reviakinski metalloprokatny zavod (ОАО "Ревякинский металлопрокатный завод") : réparation d'équipements métallurgiques.
- OAO Ianogorski machinostroïtelny zavod (ОАО "Ясногорский машиностроительный завод") : pompes centrifugeuses et équipement minier.